# Grand Prix automobile d'Allemagne 1984
Résultats du Grand Prix d'Allemagne de Formule 1 1984 qui a eu lieu sur le circuit d'Hockenheim le 5 août 1984.

## Classement
| Pos. | No | Pilote             | Écurie            | Tours | Temps/Abandon                      | Grille | Points |
| ---- | -- | ------------------ | ----------------- | ----- | ---------------------------------- | ------ | ------ |
| 1    | 7  | Alain Prost        | McLaren-TAG       | 44    | 1 h 24 min 43 s 210 (211,804 km/h) | 1      | 9      |
| 2    | 8  | Niki Lauda         | McLaren-TAG       | 44    | + 3 s 149                          | 7      | 6      |
| 3    | 16 | Derek Warwick      | Renault           | 44    | + 36 s 423                         | 3      | 4      |
| 4    | 12 | Nigel Mansell      | Lotus-Renault     | 44    | + 51 s 663                         | 16     | 3      |
| 5    | 15 | Patrick Tambay     | Renault           | 44    | + 1 min 11 s 949                   | 4      | 2      |
| 6    | 28 | René Arnoux        | Ferrari           | 43    | + 1 tour                           | 10     | 1      |
| 7    | 26 | Andrea De Cesaris  | Ligier-Renault    | 43    | + 1 tour                           | 11     |        |
| 8    | 25 | François Hesnault  | Ligier-Renault    | 43    | + 1 tour                           | 17     |        |
| Dsq. | 3  | Stefan Johansson   | Tyrrell-Ford      | 42    | Disqualifié                        | 26     |        |
| 9    | 21 | Huub Rothengatter  | Spirit-Hart       | 40    | + 4 tours                          | 24     |        |
| Abd. | 14 | Manfred Winkelhock | ATS-BMW           | 31    | Boîte de vitesses                  | 13     |        |
| Abd. | 23 | Eddie Cheever      | Alfa Romeo        | 29    | Moteur                             | 18     |        |
| Abd. | 2  | Teo Fabi           | Brabham-BMW       | 28    | Turbo                              | 8      |        |
| Abd. | 1  | Nelson Piquet      | Brabham-BMW       | 23    | Boîte de vitesses                  | 5      |        |
| Abd. | 22 | Riccardo Patrese   | Alfa Romeo        | 16    | Boîte de vitesses                  | 20     |        |
| Abd. | 24 | Piercarlo Ghinzani | Osella-Alfa Romeo | 14    | Panne électrique                   | 21     |        |
| Abd. | 30 | Jo Gartner         | Osella-Alfa Romeo | 13    | Turbo                              | 23     |        |
| Abd. | 27 | Michele Alboreto   | Ferrari           | 13    | Pression d'essence                 | 6      |        |
| Abd. | 10 | Jonathan Palmer    | RAM-Hart          | 11    | Turbo                              | 25     |        |
| Abd. | 6  | Keke Rosberg       | Williams-Honda    | 10    | Panne électrique                   | 19     |        |
| Abd. | 5  | Jacques Laffite    | Williams-Honda    | 10    | Moteur                             | 12     |        |
| Abd. | 18 | Thierry Boutsen    | Arrows-BMW        | 8     | Pression d'huile                   | 15     |        |
| Abd. | 11 | Elio De Angelis    | Lotus-Renault     | 8     | Moteur                             | 2      |        |
| Abd. | 9  | Philippe Alliot    | RAM-Hart          | 7     | Surchauffe                         | 22     |        |
| Abd. | 19 | Ayrton Senna       | Toleman-Hart      | 4     | Accident                           | 9      |        |
| Abd. | 17 | Marc Surer         | Arrows-BMW        | 1     | Turbo                              | 14     |        |
| Nq.  | 4  | Mike Thackwell     | Tyrrell-Ford      |       | Non qualifié                       |        |        |

## Pole position et record du tour
- Pole position : Alain Prost en 1 min 47 s 012 (vitesse moyenne : 228,658 km/h).
- Meilleur tour en course : Alain Prost en 1 min 53 s 538 au 31e tour (vitesse moyenne : 215,516 km/h).

## Tours en tête
- Elio De Angelis : 7 (1-7)
- Nelson Piquet : 14 (8-21)
- Alain Prost : 23 (22-44)

## À noter
- 13e victoire pour Alain Prost.
- 37e victoire pour McLaren en tant que constructeur.
- 7e victoire pour TAG Porsche en tant que motoriste.